# Randelementmethode
Die Randelementmethode (REM, englisch boundary element method, BEM, v. a. in der Elektrotechnik auch Momentenmethode, englisch MoM, method of moments) ist ein Diskretisierungsverfahren zur Berechnung von Anfangs- und Randwertproblemen mit partiellen Differentialgleichungen und ein numerisches Berechnungsverfahren in den Ingenieurwissenschaften. Als Vater der Randelementmethode wird Carl Friedrich Gauß genannt.

## Anwendungsbereiche
Die Randelementmethode lässt sich in vielen Gebieten anwenden, z. B. für
- elektrische Feldprobleme (Elektrostatik) und Elektromagnetismus
- thermische Feldprobleme (stationäre und transiente Wärmeleitung)
- mechanische Feldprobleme (Elastomechanik), Festkörpermechanik, Bruchmechanik und Plastizität
- Akustik im Frequenz- und Zeitbereich.

Im Bereich Numerische Strömungsmechanik (CFD) wird die Randelementmethode weniger oft verwendet.
Die REM hat sich etwa parallel mit der Finite-Elemente-Methode (FEM) entwickelt. Bei den meisten Fragestellungen ist jedoch die FEM weiter verbreitet, weil sie weniger Restriktionen bezüglich der Eigenschaften des zu beschreibenden Gebietes aufweist (im Falle der Elastizitätstheorie von Kontinua sind das z. B. kleine Verformungen/Verzerrungen und linear-elastisches Verhalten).
Weil die Randelementmethode für das Beispiel der elastischen Kontinua auf den Green'schen Einflussfunktionen basiert, stellt sie gegenüber der FE-Methode eine verbesserte Lösung dar.
Die Randelementemethode kann sehr effizient und elegant mit der Methode der finiten Elemente gekoppelt werden (REM-FEM-Kopplung).

## Funktionsweise
Bei der Randelementmethode wird, im Gegensatz zur Finite-Elemente-Methode, nur der Rand bzw. die Oberfläche eines Gebietes oder einer Struktur diskretisiert betrachtet, nicht jedoch deren Fläche bzw. Volumen. Die unbekannten Zustandsgrößen befinden sich nur auf dem Rand.
Mit Hilfe von Sprungrelationen werden die partiellen Differentialgleichungen zu Integralgleichungen umgewandelt, welche die Eigenschaften des gesamten Gebietes abbilden. Diese Integralgleichungen werden dann mit einer Technik, die der FEM ähnelt, diskretisiert und numerisch gelöst. Die Randelementmethode nutzt die Zusammenhänge aus den Integralsätzen nach Green, Gauss und Stokes. 

## Numerische Eigenschaften
Weil die Randelementmethode nur den Rand und nicht das Volumen eines Gebietes betrachtet, ist bei ihr die Anzahl der diskreten Stützstellen (Knoten) und damit der Freiheitsgrade wesentlich niedriger als bei der FEM und auch als bei der Finite-Differenzen-Methode (FDM). Allerdings erhält man ein vollbesetztes, asymmetrisches lineares Gleichungssystem, was die Wahl des Lösungsalgorithmus einschränkt bzw. erschwert und den Vorteil der geringeren Anzahl der Freiheitsgrade (teilweise) kompensiert.
Die REM wird daher vorteilhaft in Fällen eingesetzt, bei denen die FEM zu hohem numerischen Aufwand führt, beispielsweise:
- bei Halbraum-Kontaktproblemen, bei denen sich der Halbraum bis ins Unendliche erstreckt (z. B. ein elastisch gebettetes Fundament)
- bei der Lösung von Differentialgleichungen auf Außengebieten. Ein eher akademisches Beispiel hierfür wäre die Lösung des Laplaceoperators in einem Außengebiet; bei Verwendung der FEM zur Lösung dieses Problems müssten zusätzliche künstliche Randbedingungen eingeführt werden.

## Zeitschriften
- Engineering Analysis with Boundary Elements, Elsevier ISSN 0955-7997